# Rachel Maddow
Pour les articles homonymes, voir Maddow.
Rachel Anne Maddow, née le 1er avril 1973 à Castro Valley (Californie), est une journaliste de télévision et de radio américaine. Elle officie sur la chaîne de télévision d'information MSNBC, où elle anime son propre magazine d'information, The Rachel Maddow Show. Elle a animé sur Air America Radio l'émission de radio The Rachel Maddow Show, ancêtre de la version télévisée diffusée sur MSNBC.
Avant d'avoir sa propre émission au sein de la chaîne MSNBC, elle intervenait au sein des émissions Countdown with Keith Olbermann et Race for the White House.
Elle est la première journaliste ouvertement homosexuelle à présenter un journal de prime time aux États-Unis.

## Biographie

### Jeunesse
Rachel Maddow est née dans la commune de Castro Valley, dans l'État de Californie. Son père, Bob Maddow, est un ancien capitaine de l'US Air Force, qui a démissionné de son poste un an avant sa naissance et s'est reconverti dans la vie civile en tant qu'avocat pour l'East Bay Municipal Utility District (en), l'organisme municipal qui gère l'eau sur la région. Sa mère, Elaine Maddow née Gosse, originaire de Terre-Neuve-et-Labrador au Canada, est principale d'école. Elle a un frère ainé. Son père a des origines russes et hollandaises et sa mère des origines irlandaises et anglaises. Rachel Maddow a été élevée dans un environnement catholique et qualifiée de « très conservateur » par sa mère. 
Rachel Maddow a fréquenté le lycée Castro Valley High School. Elle rentre à l'université Stanford, d'où elle sort en 1994 diplômée en politique publique et récompensée d'un John Gardner Fellowship, une forme de bourse d'études. Elle reçoit également une bourse Rhodes, ce qui lui permet de poursuivre ses études universitaires à la faculté Lincoln (Lincoln College) de l'université d'Oxford. Elle y obtient en 2001 un PhD en politique. Sa thèse, intitulée HIV/AIDS and Health Care Reform in British and American Prisons, a été supervisée par Lucia Zedner. Elle est la première américaine ouvertement homosexuelle à obtenir une bourse Rhodes,.

### Radio
Rachel Maddow commence sa carrière à la radio sur WRNX (100.9 FM), station basée à Holyoke, dans le Massachusetts, après avoir remporté un concours pour trouver un animateur parmi les auditeurs. Elle y est embauchée pour coanimer The Dave in the Morning Show, la matinale de WRNX. Elle anime ensuite la matinale Big Breakfast sur WRSI durant deux années. C'est en mars 2004 qu'elle quitte l'émission pour rejoindre la radio libérale nouvellement créée Air America. Sur Air America, elle anime jusqu'en mars 2005, avec Chuck D, du groupe Public Enemy, et Lizz Winstead, cofondatrice du Daily Show, l'émission Unfiltered. Deux semaines avant l'arrêt de Unfiltered, Rachel Maddow se voit confier sa propre émission, The Rachel Maddow Show, une émission de deux heures de temps diffusée en matinée. À partir de mars 2008, l'émission gagne une heure, et est alors diffusée de six à neuf heures du matin heure de l'Est.

### Télévision
Rachel Maddow fait ses premières apparitions à la télévision à partir de juin 2005, en tant que paneliste de l'émission politique Tucker diffusée sur la chaîne d'information en continu MSNBC. Durant les élections de mi-mandat de 2006, elle intervient régulièrement dans l'émission Paula Zahn Now sur CNN. En janvier 2008, elle devient analyste politique pour MSNBC; elle participe régulièrement au programme télévisé pré-électoral Race for the White House (en) animé par le journaliste David Gregory, ainsi qu'à l'émission de Keith Olbermann Countdown.
En avril 2008, elle devient le « joker » de Keith Olbermann, l'émission Countdown with Keith Olbermann étant alors à l'émission phare de MSNBC et sa plus grosse audience. C'est la première fois qu'elle présente une émission sur MSNBC, et l'édition du 16 mai qu'elle anime bat, en audience sur le segment des 25-54 ans, les autres émissions concurrentes, dont Campbell Brown sur CNN et The O'Reilly Factor sur Fox News.

## Essais
- Rachel Maddow, Drift: The Unmooring of American Military Power, Crown, 2012, 288 p.  (ISBN 978-0307460981)

- Rachel Maddow, Blowout: Corrupted Democracy, Rogue State Russia, and the Richest, Most Destructive Industry on Earth, Crown, 2019.  (ISBN 978-0-525-57547-4)

- Rachel Maddow, Michael Yarvitz, Bag Man: The Wild Crimes, Audacious Cover-up, and Spectacular Downfall of a Brazen Crook in the White House, Crown, 2020.  (ISBN 9780593136683)

- Rachel Maddow, Prequel: An American Fight Against Fascism, Crown, 2023.  (ISBN 9780593444511)